# Circuit de France
Le Circuit de France est une course cycliste par étapes disputée une seule fois en 1942. Elle fut courue du 28 septembre au 4 octobre en 8 étapes à travers la France, en zone occupée et en zone libre, avec un départ et une arrivée à Paris.
Cette course fut initiée par l'occupant allemand — à défaut de pouvoir relancer le tour de France — avec l'aval du régime de Vichy, mais elle fut un échec.

## Origine
Pour séduire et rassurer la population française, les  Allemands, avec la bienveillance du Commissariat aux sports du régime de Vichy, souhaitent relancer le Tour de France interrompu par la guerre depuis 1939. Le directeur du journal L'Auto, Jacques Goddet, qui a pris la suite d'Henri Desgrange mort en août 1940, s'y refuse. Les autorités occupantes et le régime de Vichy décident alors de créer une nouvelle course cycliste. La direction est confiée à Jean Leulliot, chef des sports au journal collaborationniste La France socialiste et ancien journaliste de L'Auto. Les Allemands s'engagent à laisser le passage aux cyclistes dans la zone occupée et à fournir du matériel.

## Déroulement
Le parcours, d'une longueur de 1 515 km, est découpé en six étapes sur une semaine. Le parcours ressemble beaucoup aux tout premiers tours de France, faisant une boucle de Paris à Paris en passant par Le Mans, Poitiers, Limoges, Clermont-Ferrand, Saint-Étienne et Dijon. La course se déroule en zone occupée et en zone libre, franchissant deux fois la ligne de démarcation, à Jardres, dans la Vienne, et à Chalon-sur-Saône, en Saône-et-Loire
71 coureurs, beaucoup contraints, prennent le départ, au sein de 12 équipes. Ce sont des français et des belges avec quelques italiens, deux espagnols et un néerlandais. 29 finiront la course, remportée par le belge François Neuville. 
Même s'il y a du monde pour assister aux départs et aux arrivées des étapes, la course est un échec en raison d'une organisation défaillante et de problèmes liés à la guerre : difficultés d'approvisionnement en nourriture et matériel, problèmes de logistique dont le logement,. La course a été organisée à la hâte avec des données approximatives obligeant souvent à des improvisations tout au long du parcours. Les étapes sont trop longues et connaissent d'importants retards, obligeant, en ce début d'automne, les coureurs à rouler la nuit, certains concurrents se perdant dans l'obscurité. Lors de la troisième étape, entre Poitiers et Limoges, les contrôles lors du passage de la ligne de démarcation à Jardres, dans le département de la Vienne, durent trois heures.
Les coureurs sont obligés d'utiliser leurs  tickets de rationnement. Faute d'argent ou parce que beaucoup d'hôtels sont fermés, ils dorment dans des dortoirs d'écoles ou dans des séminaires. Comme la population, ils sont soumis au couvre-feu. Les conditions météo, début d'octobre, ne sont pas non plus favorables à une course par étapes.
Un mois plus tard, les Alliés débarquent en Afrique du Nord et les Allemands envahissent la zone libre. La préoccupation de l'Occupant se focalise alors sur la lutte contre la Résistance et à prévenir un futur débarquement. Le Circuit de France ne sera pas reconduit et la course, comme d'autres courses à étapes, fut interdite par décret en 1943.

## Palmarès
| Jour         | Étapes                            | Distance | Vainqueur                 | 2e                      | 3e                      |
| 28 septembre | 1. Paris-Le Mans                  | 203 km   | Guy Lapébie (FRA)         | François Neuville (BEL) | Louis Thiétard (FRA)    |
| 29 septembre | 2. Le Mans-Poitiers               | 226 km   | Frans Bonduel (BEL)       | Albert Goutal (FRA)     | Louis Thiétard (FRA)    |
| 30 septembre | 3a. Poitiers-Limoges              | 103 km   | Georges Guillier (FRA)    | Émile Idée (FRA)        | François Neuville (BEL) |
| 30 septembre | 3b. Limoges-Clermont-Ferrand      | 163 km   | Louis Caput (FRA)         | François Neuville (BEL) | Raymond Louviot (FRA)   |
| 2 octobre    | 4. Clermont-Ferrand-Saint-Étienne | 203 km   | François Neuville (BEL)   | Louis Thiétard (FRA)    | Pierre Brambilla (ITA)  |
| 3 octobre    | 5a. Saint-Étienne-Lyon            | 56 km    | Joseph Van De Weghe (BEL) | Louis Thiétard (FRA)    | Léon Level (FRA)        |
| 3 octobre    | 5b. Lyon-Dijon                    | 203 km   | Albert Goutal (FRA)       | Frans Bonduel (BEL)     | Bruno Carini (FRA)      |
| 4 octobre    | 6. Dijon-Paris                    | 358 km   | Raymond Louviot (FRA)     | Éloi Tassin (FRA)       | Bruno Carini (FRA)      |

## Classement général final
| Classement général | Classement général | Classement général | Classement général        | Classement général    |
|                    | Coureur            | Pays               | Équipe                    | Temps                 |
| ------------------ | ------------------ | ------------------ | ------------------------- | --------------------- |
| 1er                | François Neuville  |                    | Helyett Hutchinson        | en en 45 h 32 min 9 s |
| 2e                 | Louis Thiétard     |                    | Génial Lucifer Hutchinson | + 5 min 23 s          |
| 3e                 | Louis Caput        |                    | Dilecta                   | + 5 min 31 s          |
| 4e                 | Frans Bonduel      |                    | Dilecta                   | + 10 min 26 s         |
| 5e                 | Léon Level         |                    | Génial Lucifer Hutchinson | + 10 min 54 s         |
| 6e                 | Albertin Dissaux   |                    | Helyett Hutchinson        | + 17 min 10 s         |
| 7e                 | Raymond Louviot    |                    | Mercier Hutchinson        | + 19 min 50 s         |
| 8e                 | Jean-Marie Goasmat |                    | Mercier Hutchinson        | + 28 min 16 s         |
| 9e                 | Émile Idée         |                    | Alcyon Dunlop             | + 34 min 5 s          |
| 10e                | Georges Guillier   |                    | Mercier Hutchinson        | + 44 min 51 s         |
| modifier           |                    |                    |                           |                       |

69 partants, 27 classés

## Liste des coureurs
| France Sport Dunlop | Dilecta | Alcyon Dunlop |
| - 1 Dante Gianello (Fra) - 2 Eugenio Galliussi (Ita) - 3 Maurice Kallert (Fra) - 4 Joseph Van kerckhoven (Bel) - 5 Bruno Carini (Fra) 12e - 6 Alphonse Antoine (Fra) - 7 Francis Fricker (Fra) - 8 Agostino Bettini (Ita) - 9 Antoine Giauna (Fra) 23e - 10 Lucien Teisseire (Fra) - 11 Antonio Prior (Esp) - 12 Rafael Ramos (Esp)           | - 13 Albert Goutal (Fra) 13e - 14 Louis Caput (Fra) 3e - 15 Prosper Depredomme (Bel) - 16 Frans Bonduel (Bel) 4e - 17 Albert Ritserveldt (Bel) - 18 Albrecht Paepe (Bel) - 19 Lucien Le Guével (Fra) 11e - 20 Marcel Tiger (Fra) - 21 Raymond Guégan (Fra) - 22 Karel Thijs (Bel) NP - 23 Paul Rossier (Fra) - 24 Sylvère Jezo (Fra) 20e                     | - 25 Émile Idée (Fra) 9e - 26 Paul Maye (Fra) - 27 Fernand Mithouard (Fra) - 28 Jules Rossi (Ita) 16e - 29 Lucien Vlaemynck (Bel) 19e - 30 Gustaaf Van Overloop (Bel) - 31 Edward Vissers (Bel) NP - 32 Robert Panier (Fra) - 33 Lucien Boda (Fra) - 34 Urbain Caffi (Fra) 25e - 35 Maurice Le Boulch (Fra) - 36 Jacques Rousset (Fra) 22e       |
| Mercier Hutchinson | Helyett Hutchinson | Génial Lucifer Hutchinson |
| - 37 Guy Lapébie (Fra) - 38 Jean-Marie Goasmat (Fra) 8e - 39 Raymond Louviot (Fra) 7e - 40 Jules Lowie (Bel) - 41 Marcel Kint (Bel) - 42 Albéric Schotte (Bel) - 43 Odiel Vanden Meerschaut (Bel) - 44 Gabriel Ruozzi (Fra) - 45 Georges Guillier (Fra) 10e - 46 Benoît Faure (Fra) - 47 Jean Lazaretto (Fra) - 48 Pierre Brambilla (Ita) 21e | - 49 Edward Van Dyck(Bel) 18e - 50 Albertin Dissaux (Bel) 6e - 51 Joseph Somers (Bel) - 52 Louis Van Espenhout (Bel) 24e - 53 Maurice Van Herzele (Bel) 27e - 54 Jan Lambrichs (Hol) - 55 Georges Blum (Fra) - 56 François Neuville (Bel) 1re - 57 Stan Ockers (Bel) - 58 Joseph Goutorbe (Fra) - 59 Auguste Janssens (Bel) 26e - 60 René Adriaenssens (Bel) | - 61 Auguste Mallet (Fra) - 62 Léon Level (Fra) 5e - 63 Lionel Talle (Fra) - 64 André Defoort (Bel) - 65 Martin Van den Broeck (Bel) NP - 66 Hubert Deltour (Bel) - 67 Robert Tanneveau (Fra) - 68 Joseph Van de Weghe (Bel) 17e - 69 Jacques Geus (Bel) 14e - 70 Louis Thiétard (Fra) 2e - 71 Robert Navailles (Fra) - 72 Éloi Tassin (Fra) 15e |

A : Abandon en cours d'étape ; E : Éliminé ; NP : Non Partant.